# الظبية (العدين)

تعديل مصدري - تعديل

الظبية محلة تابعة لقرية الاحمود، التابعة لعزلة قداس بمديرية العدين إحدى مديريات محافظة إب في الجمهورية اليمنية، بلغ تعداد سكانها 32 حسب تعداد اليمن لعام 2004.